# IC 4653
IC 4653 ist eine Balken-Spiralgalaxie vom Hubble-Typ SBcd pec im Sternbild Altar am Südsternhimmel. Sie ist rund 81 Millionen Lichtjahre von der Milchstraße entfernt.
Das Objekt wurde im Juli 1901 von DeLisle Stewart entdeckt.